# Egenhausen (Badenia-Wirtembergia)
Egenhausen – miejscowość i gmina w Niemczech, w kraju związkowym Badenia-Wirtembergia, w rejencji Karlsruhe, w regionie Nordschwarzwald, w powiecie Calw, wchodzi w skład wspólnoty administracyjnej Altensteig. Leży w północnym Schwarzwaldzie, ok. 20 km na południowy zachód od Calw.